# Людвиг Нассау-Бевервердский
Людвиг Нассауский, лорд де Лек и Беверверд (Louis of Nassau, Lord of De Lek and Beverweerd; 1602[…] — 28 февраля 1665[…], Гаага) — голландский военный и дипломат, незаконнорождённый сын Морица Оранского от любовницы Маргариты Мехеленской. Был лордом Беверверда, а после гибели брата Вильгельма в 1627 году также унаследовал его владения.

## Жизнь
Он вступил в армию, которая унесла жизнь его брата Вильгельма, и сражался в битве под Ден Бошем в 1629 году. В 1632 году он получил звание полковника, а после 1635 года командовал полком. В 1640 году во время битвы за Хюлст он не допустил, чтобы враг захватил пушки. В том же году его отправили в Париж, чтобы сообщить французскому королю о предстоящем браке 14-летнего Вильгельма II Оранского с 9-летней английской принцессой Марией Стюарт. В 1643 году он стал генерал-майором и губернатором города Берген-оп-Зум в 1658 году.
Людвига высоко ценили его дядя принц Фридрих Генрих. Людвиг был сторонником своих ближайших родственников, принцев Оранских. После смерти Вильгельма II он заключил мир с противниками своей семьи, регентами городов Голландской республики, и работал с администрацией Яна де Витта, став первым дворянином Голландии.
В 1660 году был послан в качестве специального посла в Англию. В дополнение к тому, что он представлял Голландскую республику, две его дочери вышли замуж за английских дворян. Эмилия вышла замуж за наследника герцога Ормонда, а Елизавета за графа Арлингтона, одного из министров короля Карла II. К 1662 году он установил прочные отношения между Англией и Голландской республикой и вернулся в Голландию, где и умер 28 февраля 1665 года.

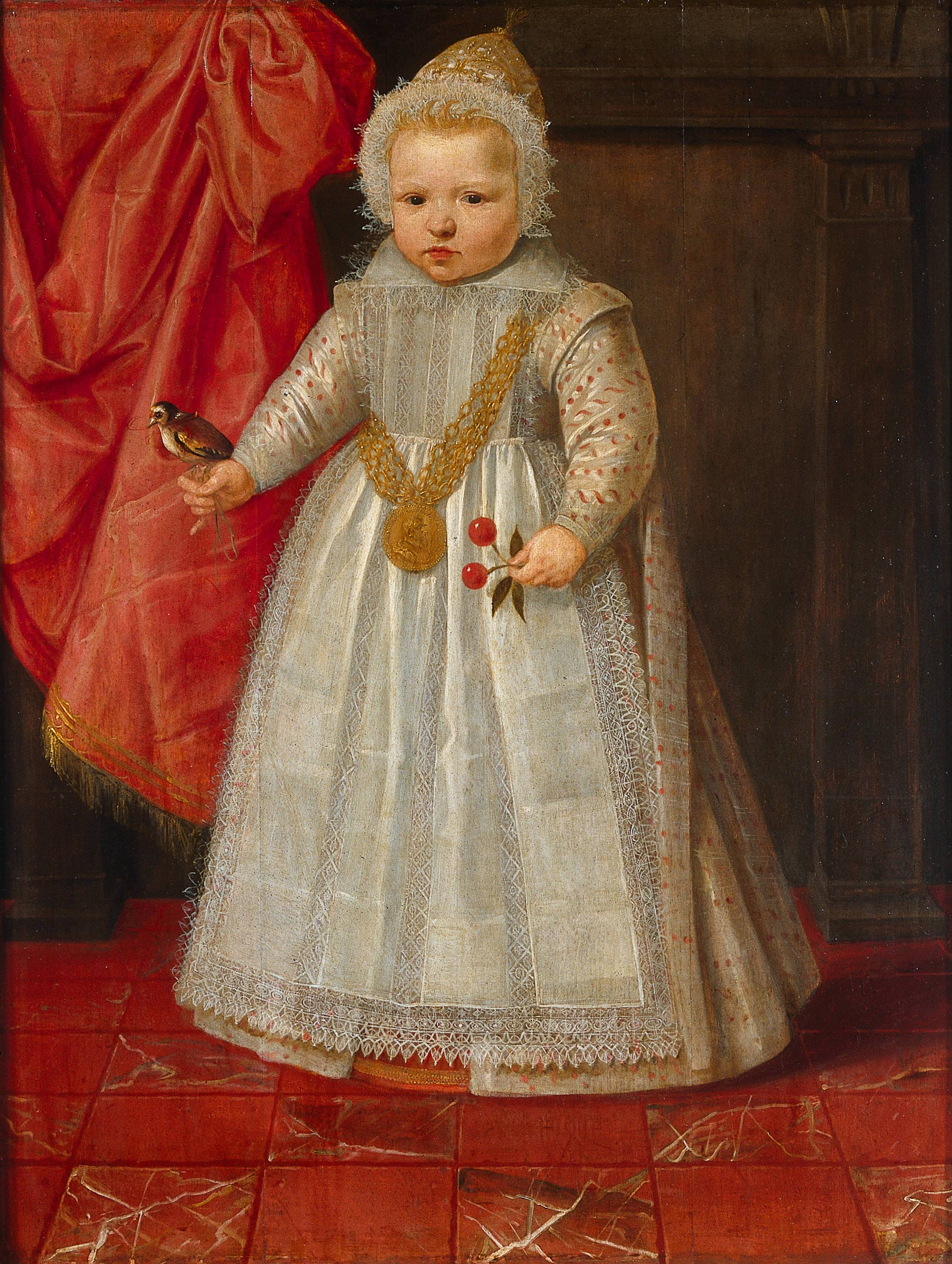
Людвиг Нассауский в 1,5 года (1604 год)

## Дети
Несмотря на возражения своей матери, он женился на Изабелле ван Горн весной 1630 года, и от этого брака родилось десять детей.
Трое сыновей:
- Мориц Людвиг I, лорд де Лек-Беверверд
- Виллем Адриаан I, лорд де Одийк, Кортген, Зейст и Дриберген
- Хендрик, лорд де Уверкерк и Вуденберг

Семь дочерей, среди которых:
- Елизавета Нассау-Бевервердская (1633—1718), известная красавица. С 1665 года жена Генри Беннета, 1-й граф Арлингтона. Их единственная дочь Изабелла была замужем за Генри Фицроем, 1-м герцогом Графтона, незаконнорождённым сыном короля Англии Карла II. У них было много детей.
- Эмилия Батлер, графиня Оссори (1635—1688), также известная красавица, как и её сестра. Супруга Томаса Батлера, 6-го граф Оссори и мать Джеймса Батлера, 2-го герцога Ормонд, Чарльза Батлера, 1-го графа Арран и двух дочерей
- Вильгельмина Батлер, супруга знатного голландца. Её дочь Анна Елизавета была замужем за Джорджем Чамли, 2-м графом Чамли